# Camooweal-Caves-Nationalpark
Der Camooweal-Caves-Nationalpark (englisch Camooweal Caves National Park) ist ein Nationalpark im Nordwesten des australischen Bundesstaates Queensland.

## Lage
Das Naturschutzgebiet liegt 1.720 Kilometer nordwestlich von Brisbane und acht Kilometer südlich von Camooweal am Barkly Highway, östlich des Georgina River. Das Gebiet gehört zu dem Barkly Tableland, einem Tafelland, das sich über den Osten des Northern Territory und den Nordwesten von Queensland ausbreitet.

## Geländeformen
Das flache Steppenland besteht aus löslichem Dolomit, in dem sich durch Regenwasser Dolinen und Höhlen gebildet haben, die bis zu 75 Meter tief und mit Schächten verbunden sind. Diese Dolinen und Höhlen sind für die Besucher nicht zugänglich, stellen aber für Wanderer eine gewisse Gefahr dar, hineinzustürzen.

## Flora und Fauna
Auf dem semiariden Gebiet finden sich sehr lichter Eukalyptuswald, Buschland mit Terpentin-Akazien sowie große Flächen mit Spinifexgras und Astrebla.
Der Park dient Zugvögeln als Zwischenstation auf dem Weg in ihre Winterquartiere im Norden Australiens. Zeitweise kann man Wasservögel und im leichten Wald beheimatete Vogelarten beobachten.

## Einrichtungen
Im Park gibt es zwei kurze Wanderwege, den Little Nowranie Cave Walking Track und den Great Nowranie Cave Walking Track. Beide beginnen an einem Parkplatz, wo auch Zelten erlaubt ist. Man kann den Park mit Mountainbikes, Geländemotorrädern und allradgetriebenen Fahrzeugen erkunden.